# Wijdenaardbrug
De Wijdenaardbrug is een in 2007 gebouwde fiets- en voetgangersbrug over de Nederschelde in Gent. De brug overbrugt de Reep, ter hoogte van het hoofdgebouw van de Sint-Bavohumaniora en het Bisschoppelijk Paleis van Gent.
De brugnaam refereert aan "wijden aard" wat slaat op een brede aanlegplaats. Dit was de voornaamste haven aan de Schelde in de tweede helft van de 9e eeuw. 

## Geschiedenis
Omstreeks 1300 werd hier over de Reep een eerste houten brug gebouwd.
In 1526 werd deze houten brug vervangen door een brug in steen. In die periode werd hier vooral wijn gelost, waardoor de naam “Wijdenaard”  verbasterde naar “Wijnaard’ (of “Wijnaert”). De brug kreeg de naam “Wijnaardbrug”.
In 1734 werd deze vernieuwd naar een ontwerp van de bouwmeester David 't Kindt. Ze was slechts 6 m breed. 
In 1885 werd (ter gelegenheid van de overwelving van een deel van de Reep een 22 m brede metalen brug gebouwd over de volledige breedte van de Reep. De gaslantarens op deze brug werden in 1954 verwijderd bij de vervangen door openbare straatverlichting. 
Bij de demping van de Reep in 1960 werd de brug in 9 dagen afgebroken. 
Bij het terug uitgraven van de Nederschelde werd een nieuwe brug gebouwd, die in maart 2007 was afgewerkt. Deze kreeg terug de oorspronkelijke benaming van Wijdenaardbrug.